# Pittosporum lineare
Pittosporum lineare är en tvåhjärtbladig växtart som beskrevs av Robert Malcolm Laing och Gourlay. Pittosporum lineare ingår i släktet Pittosporum och familjen Pittosporaceae. Inga underarter finns listade.